# Овде се не плаче
Овде се не плаче је десети студијски албум певачице Вики Миљковић, издат за Гранд продукцију, у јулу 2009. године.